# Єлизаветино (Ульяновський район)
Єлизаветино (рос. Елизаветино) — присілок в Ульяновському районі Ульяновської області Російської Федерації.
Населення становить 17 осіб. Входить до складу муніципального утворення Тетюське сільське поселення.

## Історія
Від 2004 року входить до складу муніципального утворення Тетюське сільське поселення.

## Населення
| 2010 |
| ---- |
| 17   |